# Лораэт
Лораэ́т (фр. Lauraët) — коммуна во Франции, находится в регионе Юг — Пиренеи. Департамент — Жер. Входит в состав кантона Монреаль. Округ коммуны — Кондом.
Код INSEE коммуны — 32203.

## География

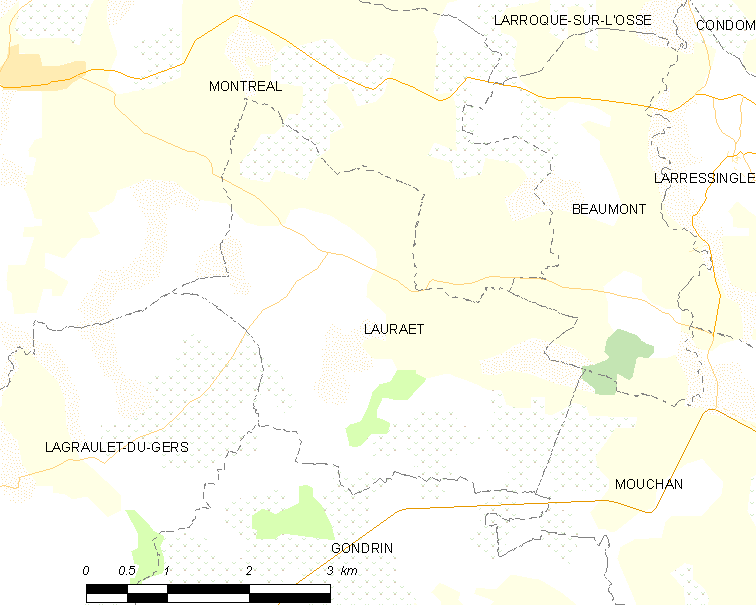
Карта коммуны

Коммуна расположена приблизительно в 570 км к югу от Парижа, в 105 км западнее Тулузы, в 45 км к северо-западу от Оша.

## Климат
Климат умеренно-океанический. Лето жаркое и немного дождливое, температура часто превышает 35 °С. Зимой часто бывает отрицательная температура и ночные заморозки. Годовое количество осадков — 700—900 мм.

## Население
Население коммуны на 2010 год составляло 250 человек.
| 1962 | 1968 | 1975 | 1982 | 1990 | 1999 | 2010 |
| ---- | ---- | ---- | ---- | ---- | ---- | ---- |
| 316  | 300  | 253  | 220  | 215  | 207  | 250  |

## Администрация
| Период | Период | Фамилия       | Партия | Примечания |
| ------ | ------ | ------------- | ------ | ---------- |
| 2001   | 2014   | Бернар Леб    |        |            |
| 2014   | 2020   | Кристиан Диво |        |            |

## Экономика
В 2010 году среди 166 человек трудоспособного возраста (15-64 лет) 123 были экономически активными, 43 — неактивными (показатель активности — 74,1 %, в 1999 году было 69,2 %). Из 123 активных жителей работали 115 человек (64 мужчины и 51 женщина), безработных было 8 (3 мужчин и 5 женщин). Среди 43 неактивных 19 человек были учениками или студентами, 19 — пенсионерами, 5 были неактивными по другим причинам.